# Domenico Pellizzi
Domenico Pellizzi, dont le nom s'écrit aussi Pellisi, né le 30 avril 1818 à Vezzano sul Crostolo, près de Reggio, et mort à Reggio d'Émilie le 4 mai 1874, est un peintre romantique italien du XIXe siècle. Il effectuait principalement des portraits et des scènes religieuses.

## Biographie
Né à Reggio d'Émilie et appartenant à la petite bourgeoisie de province, Domenico Pellizzi entre à l'Académie des beaux-arts de Reggio d'Émilie en 1830, où il s'y démarque en 1834 dans la peinture de figures. Il était aussi pendant ces années-là élève de Prospero Minghetti. Il déménage plus tard en 1837 et s'inscrit à l'Académie des beaux-arts de Parme. C'est là qu'il reçoit de nombreux apprentissages fondamentaux dont des cours sur le classicisme par Giovan Battista Borghesi. Aux expositions des Années parmesanes, il expose notamment un dessin de la tête de Canova (exposé depuis 1837 à Modène avec une copie de Guido Reni) et une peinture vivace de bons enfants (envoyée en 1847 à la triennale de Modène accompagnée d'une gravure). Il quitte le duché de Reggio à cause des soulèvements militaires de 1848 et se rend à La Spezia, d'où il rejoint Florence, pour étudier avec Giuseppe Bezzuoli. Pendant son séjour à Florence, il commence sa Naissance de la Vierge, et exécute vers 1849 un croquis du tableau Consolant les affligés de Scaramuzza (croquis exposé en 1850 à la Société d'encouragement des artistes de Modène). Il passe à Rome en octobre 1849, au studio d'Alfonso Chierici avec son ami A. Prampolini, dont il effectue un portrait entre 1850 et 1853 (aujourd'hui au Musée Civique de Reggio d'Émilie). En 1854, il est rappelé au duché puisqu'il devient le préfet de la chaire de dessin et de peinture de l'Académie des beaux-arts de Reggio d'Émilie. Son enseignement se pigmente d'une intense période de conseils ainsi que de directions artistiques et administratives, comme à la Pinacothèque commune et au théâtre municipal, ce qui suscitent de vives critiques sur sa décoration théâtrale, plus précisément les médaillons qu'il avait fait ajouter. Il effectue de nombreuses commandes à cette époque, dont pour l'église San Filippo Neri une peinture de San Filippo (1855) et pour l'église San Francesco, une de San Francesco sauvant un noyé (1856, même si complété par Emilio Amadei). Il multiplie ses œuvres pour les églises entre 1865 et 1868, avec notamment un Sant'Antonio Abate et un San Mauro pour la paroisse de Massenzatico (it) et deux retables pour l'église de Villa Gazzata (it). Il décède en 1874 à Reggio.

## Œuvres

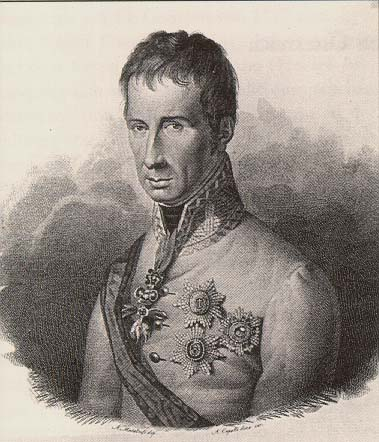
François IV de Modène par Pellizzi.

Liste non-exhaustive de ses œuvres :
- Testa di vecchio, fusain sur papier, 42,5 × 36,5 cm, XIXe siècle, Reggio d'Émilie[3].